# 哈格貝克河
51°17′28.91″N 7°10′11.42″E / 51.2913639°N 7.1698389°E
哈格貝克河（德語：Hagerbeck），是德國的河流，位於該國西部，處於北萊茵-威斯特法倫州，屬於伍珀河的右支流，該河流處於伍珀塔爾，河道全長0.7公里。